# Bahrain Bourse
Die Bahrain Bourse, auch Bahrain Stock Exchange (BSE) genannt, ist die Wertpapierbörse von Bahrain. Sie befindet sich in Manama. Im Jahr 2017 waren 42 Unternehmen an der Börse notiert. Die Börse ist von Sonntag bis Donnerstag geöffnet. 

## Indizes
Drei Indizes bilden die Bahrain Bourse (BHB) ab: der Bahrain All Share Index, der Dow Jones Bahrain Index und der Estirad Index.

## Geschichte
Die BSE wurde 1987 per Amiri-Dekret gegründet und nahm am 17. Juni 1989 mit 29 börsennotierten Unternehmen offiziell ihren Betrieb auf. Sie fungierte als autonome Institution unter der Aufsicht eines unabhängigen Verwaltungsrats unter dem Vorsitz des Gouverneurs der Zentralbank von Bahrain. Bahrain Bourse (BHB) wurde als Aktiengesellschaft gemäß Gesetz Nr. 60 von 2010, die die BSE ersetzte. 

## Mitgliedschaften
Die Bahrain Bourse ist Mitglied der:
- Federation of Euro-Asian Stock Exchanges
- World Federation of Exchanges.[1][2]
- Arab Federation of Exchanges[3]
- Sustainable Stock Exchanges Initiative

## Besteuerung
In Bahrain gibt es weder für Ausländer noch für Staatsangehörige eine Kapitalertrags- oder Dividendensteuer.